# Omar Samhan
Omar Samhan, né le 3 novembre 1988 à San Ramon en Californie, est un joueur américano-égyptien de basket-ball.